# Gary Hudson (kosárlabdaedző)
Gary Hudson (McCook, Nebraska, 1949. augusztus 29. – Shawnee, Oklahoma, 2009. február 1.) amerikai amerikaifutball- és baseballjátékos, valamint kosárlabdaedző, 1990 és 1993 között az Oklahoma Sooners női kosárlabdacsapatának edzője.

## Játékosként
Egykor a Wyomingi Egyetemen és az Augustana Egyetemen amerikai futballozott, illetve a Minnesota Twinsnél baseballozott.

## Edzőként
Ő volt az Oklahoma Sooners újraalapított női kosárlabdacsapatának első edzője; eredménye 39–45 volt. Négy évig a shawnee-i középiskola edzője volt, majd egészségügyi okokból visszavonult.

## Eredményei vezetőedzőként
| Szezon                                  | Eredmény                                | Eredmény                                | Helyezés                                |
| Szezon                                  | Összesített                             | Konferencia                             | Helyezés                                |
| Oklahoma Sooners (Big Eight Conference) | Oklahoma Sooners (Big Eight Conference) | Oklahoma Sooners (Big Eight Conference) | Oklahoma Sooners (Big Eight Conference) |
| --------------------------------------- | --------------------------------------- | --------------------------------------- | --------------------------------------- |
| 1990–91                                 | 10–18                                   | 4–9                                     | 7.                                      |
| 1991–92                                 | 17–12                                   | 7–7                                     | 4.                                      |
| 1992–93                                 | 12–15                                   | 6–8                                     | 6.                                      |
| Összesen:                               | 39–45 (.464)                            | 17–24 (.415)                            | –                                       |

## Fordítás
- Ez a szócikk részben vagy egészben  a   Gary Hudson (basketball) című angol Wikipédia-szócikk ezen változatának fordításán alapul.  Az eredeti cikk szerkesztőit annak laptörténete sorolja fel. Ez a jelzés csupán a megfogalmazás eredetét és a szerzői jogokat jelzi, nem szolgál a cikkben szereplő információk forrásmegjelöléseként.